# Chironectes minimus
El Yapok, también conocido como zorro acuático (Chironectes minimus) es una especie de marsupial didelfimorfo de la familia Didelphidae, la única del género Chironectes caracterizado  por su habilidad en el agua.  

## Etimología
El nombre del género significa "mano nadadora", del griego cheir, mano, y nectes, nadador. Por la presencia de una membrana entre los dedos.
El epíteto específico viene del latín minimus  y hace referencia a su pequeño tamaño.

## Nombres comunes
También se conoce como comadreja de agua, cuica de agua, zarigüeya de agua, zorro  acuático, chucha de agua, perrito de agua, raposa de agua, tlacuache, tlacuache de agua o incluso yapok, denominación de origen guaraní.

## Descripción
Es un pequeño animal, de 27 a 35 cm de longitud, con 30 a 40 cm de cola.  Pesa entre 604-790 gr. La piel es marmolada gris y negra, mientras el hocico, los ojos, y la coronilla son negros. Una banda más clara lo atraviesa por el lomo hasta las orejas, que son redondeadas y sin pelos. Tiene vibrisas en bigotes y debajo de cada ojo. La cola, muy gruesa en pelo y negra en la base, es amarilla o blanca en su extremo. Las patas traseras son palmeadas, pero las anteriores no, y las usa para agarrar sus presas mientras nada, propulsado por su cola y las patas palmeadas. Pelaje denso, suave y corto, color gris claro. En general con cuatro bandas anchas a través de la espalda color café chocolate a negro. Presenta línea dorsal negra que va de la nuca a la cola. Vientre blanco. Orejas negras y redondeadas. Ojos negros con brillo nocturno amarillo. Cola larga con base cubierta de pelo, el resto desnuda y negra con punta blanca. Extremidades posteriores largas con membrana interdigital bien desarrollada (como una adaptación a la vida semi-acuática); dedos largos y garras cortas, un hueso de la mano (el pisiforme) es alargado formando un sexto dedo accesorio. Ambos sexos con marsupio.

## Adaptaciones acuáticas
Tiene varias adaptaciones para su estilo de vida acuático. Tiene pelo corto y denso, repelente del agua; las patas propulsoras son palmeadas, moviéndose con impulsos alternos; son simétricos para distribuir la fuerza de manera equilibrada en ambos cuartos traseros palmeados, lo que incrementa la eficiencia hidrodinámica. La larga cola ayuda en el impulso.
Siendo un marsupial y al mismo tiempo un animal acuático, ha desarrollado un modo de proteger a su cría mientras nada. Fuertes anillos musculares hacen una bolsa (que abren no estando sumergidas), por lo cual las crías permanecen secas, aunque su madre se sumerja totalmente en el agua. El macho también dispone de la misma bolsa (aunque no hermética como la de la hembra), donde coloca sus genitales antes de nadar, y así previene heridas en contacto con ramas sumergidas, permitiéndole altas velocidades sin ese riesgo.
Emerge a la superficie de su hábitat acuático después de atrapar peces, crustáceos y otros animales acuáticos, que come en la costa.

## Reproducción
El apareamiento es en diciembre, y las crías, en número de 1 a 4 cachorros, nacen en el nido 2 semanas más tarde. No aparecen fuera del marsupio hasta los 20 días. A los 22 días comienza la aparición de pelos, y a los 40 abren los ojos, y ya se asoman algo desde la bolsa materna. A los 48 días, se agarran perfectamente de los pezones, y siguen durmiendo con su madre.

## Distribución
Se distribuye desde México (en el estado de Chiapas.) y el Caribe hasta el noreste de la Argentina y el noreste del Uruguay. Es el único marsupial acuático. Muestra marcada preferencia por selvas altas perennifolias a lo largo de ríos, arroyos de mediano cauce y lagos; prefiere clima cálido, cálido-húmedo y sub-cálido, desde 0 hasta 300 m s. n. m., En México, la NOM-059-SEMARNAT-2010 considera a la especie en peligro de extinción; la UICN2019-1 como vulnerable.
Cabrera estableció la localidad tipo en Cayena (Cabrera, 1958:44),

## Registros fósiles
El género data del Plioceno. Fragmentos de Chironectes subfósiles han sido descubiertos en el Holoceno de São Paulo (Brasil). También hay especímenes fósiles del Pleistoceno Tardío-Reciente en depósitos de cuevas de Minas Gerais (Brasil), y del Plioceno Tardío en la provincia de Entre Ríos (Argentina).